# Turkanameer
Het Turkanameer (tər-kăn'ə, tʊr-kä'nə), voorheen bekend als Rudolfmeer, is een meer in de Grote Slenk in Kenia en reikt in het noorden tot in Ethiopië. Het is het grootste permanente woestijnmeer ter wereld, en het grootste basische meer ter wereld. Het water is ondrinkbaar. Het klimaat is er heet en erg droog.
De stenen in het gebied zijn van vulkanische oorsprong. Aanlandige en aflandige winden kunnen zeer sterk zijn, omdat het meer langzamer opwarmt en afkoelt dan het land. Plotselinge en hevige stormen komen dan ook geregeld voor.
Drie rivieren, de Omo, Turkwel en Kerio, stromen het meer in, maar er stroomt geen rivier het meer uit en het Turkanameer is dus een afgesloten, endoreïsch bekken. Het enige waterverlies geschiedt door verdamping. Derhalve kan het meer in omvang variëren. Tussen 1975 en 1993 daalde de waterspiegel 10 meter.
Vanwege de temperatuur en geografische onbereikbaarheid behoudt het meer zijn wilde karakter. Er komen veel nijlkrokodillen voor. De rotsen rond het meer zijn een thuis voor schorpioenen en zaagschubadders. Hoewel het meer en de omgeving een populaire bestemming voor expedities is, is het gevaarlijk voor toeristen zonder gids of ervaring.
Lake Turkana National Parks staat nu op de UNESCO Werelderfgoedlijst.

## Demografie
De eerste Europeanen die het meer zagen waren de Hongaar Graaf Sámuel Teleki en de Oostenrijker Luitenant Von Höhnel. Zij ontdekten het op 6 maart 1888 tijdens een grote safari door Oost-Afrika, en noemden het Rudolfmeer, als eerbetoon aan Rudolf van Oostenrijk.
Bij de inheemse stammen van het gebied was het meer al langer bekend. J. W. Gregory rapporteerde in The Geographical Journal van 1894 dat het meer Basso Narok werd genoemd. Wat de inheemse vorm van deze naam was, wat het betekent en in welke taal de naam thuishoort, is niet bekend. Het meer behield zijn Europese naam gedurende de koloniale periode van Brits Oost-Afrika. Na de onafhankelijkheid van Kenia, hernoemde president Jomo Kenyatta het meer in 1975 naar het Turkana volk.
Op een onbekend moment werd het meer ook bekend als Jade Sea, vanwege de kleur die het water vanaf een afstand lijkt te hebben. Deze kleur komt van een algensoort die aan de oppervlakte komt bij kalm weer. Dit is vermoedelijk ook een Europese naam.

## Biologie

### Biomen
De grootste bioom is het meer zelf, samen met de omliggend omgeving. De woestijn is de Chalbi woestijn. Gedurende het vochtige seizoen verschijnt een droog grasland. Verder staan er struiken zoals de Acanthaceae en de indigoplant.

### Plankton
Zowel fytoplankton als zoöplankton komt voor in het meer. Van die eerste worden de blauwalgen vertegenwoordigd door Microcystis aeruginosa; de microalg, Botryococcus braunii. Ook aanwezig zijn Anabaenopsis arnoldii, Planctonema lauterbornii, Oocystis gigas, Sphaerocystis schroeteri, en sommige anderen.

### Vissen
Een aantal inheemse vissoorten komen voor in het meer: de Alestiidae, of Afrikaanse tetras, een paar genera van cichliden zoals Tilapia, enkele soorten van kwastsnoeken, een olifantvis, Heterotis niloticus, Gymnarchus niloticus, Distichodus niloticus en de Nijlbaars (Lates niloticus).

### Vogels
Het Turkanameer is het thuis van honderden vogelsoorten die specifiek zijn voor Kenia Verder komen er veel migratievogels. De vogels voeden zich vooral met de plankton in het meer.
Vogels die veel worden gezien in het meer zijn de kleine strandloper, de bosruiter, en de oeverloper.

### Reptielen
Het meer bevatte ooit Afrika’s grootste populatie van nijlkrokodillen: 14.000 dieren. De schildpad Pelusios broadleyi is alleen bekend aan de zuidoostelijke kust van dit meer.

### Zoogdieren
In het droge grasland komt een kleine populatie van grazende zoogdieren en jagers voor. De grazers zijn vooral grévyzebra's, burchellzebra's, de beisa, grantgazellen, de lierantilope en de netgiraffe. Ze worden opgejaagd door leeuwen en de cheeta.

## Geologie
Het Turkanameer is een Grote Slenk-kenmerk. Een rift is een zwakke plek in de aardkorst door de scheiding van twee tektonische platen. De rift begon toen Oost-Afrika zich begon te scheiden van de rest van Afrika en naar het noordoosten bewoog. Momenteel is de slenk 320 km breed in het noorden van het meer en 170 km in het zuiden.
De basisstenen van het gebied zijn 522 tot 510 miljoen jaar oud. De oudste vulkanische activiteit in het gebied gebeurde in de Nabwal Hills ten noordoosten van Turkana, en vond 34.8 miljoen jaar geleden plaats.
De zichtbare tektonische kenmerken van het gebied resulteren in extensieve extrusies van basalt over het Turkana-Omo bekken.

## Archeologie
De temperatuur rond het Turkanameer lag in de afgelopen 4 miljoen jaar steeds tussen de 30 en 35 graden Celsius. Rond 2 miljoen tot 3 miljoen jaar geleden was het meer groter en het landschap eromheen vruchtbaarder, waardoor het een plaats was voor de oudste hominini. Richard Leakey heeft vele antropologische opgravingen gedaan in het gebied, wat tot interessante ontdekkingen over de hominini heeft geleid. In 1972 werd een twee miljoen jaar oude schedel van een Homo rudolfensis gevonden. Kamoya Kimeu vond in 1984 de Turkana Boy, een bijna compleet skelet van een Homo erectus. Meer recentelijk vond Meave Leakey een 3,5 miljoen jaar oude schedel genaamd Kenyanthropus platyops.
- Bibliothèque nationale de France: cb11932778t (data)
- Gemeinsame Normdatei: 4061250-8
- Library of Congress Control Number: sh85115717
- Nationale Bibliotheek van Israël: 987011902476405171
- LIBRIS: 152068
- Système universitaire de documentation: 027242757
- Virtual International Authority File: 315149360

Abayameer · Abbemeer · Abijattameer · Afrerameer · Albertmeer · Assalmeer · Awasameer · Bamendjingmeer · Bangweulumeer · Baringomeer · Basakameer · Bittermeren · Cahora Bassa · Chamomeer · Delcommunemeer · Edwardmeer · Fitrimeer · Georgemeer · Guiersmeer · Hajkmeer · Kabambameer · Kabelemeer · Kabwemeer · Karibameer · Kisalemeer · Kitshomponshimeer · Kivumeer · Kokameer · Kyogameer · Lac Rose · Langanomeer · Mai-Ndombemeer · Manantalimeer · Malawimeer · Manyekemeer · Mofwelagune · Mwerumeer · Mweru-Wantipameer · Naivashameer · Nakurumeer · Nassermeer ·   Nyosmeer · Nzilomeer · Shalameer · Tanameer · Tanganyikameer · Tele-meer · Toshkameren · Tshangalelemeer · Tsjaadmeer · Tumbameer · Turkanameer · Upembameer · Victoriameer · Voltameer · Walilupemeer · Zimbambomeer · Ziwaymeer